# اپاندیم
اپندیما (به انگلیسی: Ependyma) (به یونانی: ἐπένδυμα) به معنای لباس، اپاندیموسیت‌ها (Épendymocytes) یا سلول‌های اپاندیمی، پوشش درونی بطن‌های مغز و مجرای مرکزی نخاع هستند.
اپاندیم‌ها از جمله سلول‌های گلیال در دستگاه عصبی مرکزی هستند که از تمایز سلول‌های نورواپی تلیال ایجاد می‌شوند. این سلول‌های در بافت پوششی که حفره‌های بطنی را می‌پوشاند قرار دارند و مسئول تراوش مایع مغزی نخاعی هستند.
این سلول‌ها همچنین دارای مژک‌هایی برای حرکت دادن مایع مغزی نخاعی می‌باشند.